# Längdskidåkning vid olympiska vinterspelen 1932 - 18 kilometer
Loppet hölls den 10 februari 1932. Banan för 18 kilometer var egentligen 19,7 kilometer. 42 deltagare från elva nationer åkte loppet.

## Resultat
| Medalj | Tävlande             | Tid     |
| Guld   | Sven Utterström      | 1.23.07 |
| Silver | Axel Wikström        | 1.25.07 |
| Brons  | Veli Saarinen        | 1.25.24 |
| 4      | Martti Lappalainen   | 1.26.31 |
| 5      | Arne Rustadstuen     | 1.27.06 |
| 6      | Johan Grøttumsbråten | 1.27.15 |
| 7      | Valmari Toikka       | 1.27.51 |
| 8      | Ole Stenen           | 1.28.05 |
| 9      | Väinö Liikkanen      | 1.28.30 |
| 10     | Nils Svärd           | 1.29.05 |
| 11     | Sivert Mattsson      | 1.29.54 |
| 12     | Heigoro Kuriyagawa   | 1.31.34 |
| 13     | Kristian Hovde       | 1.32.48 |
| 14     | Vladimír Novák       | 1.32.59 |
| 15     | Takemitsu Tsubokawa  | 1.33.15 |
| 16     | Antonín Bartoň       | 1.33.39 |
| 17     | Takeo Hoshina        | 1.35.47 |
| 18     | Bronisław Czech      | 1.36.37 |
| 19     | Léonce Crétin        | 1.36.42 |
| 20     | Jaroslav Feistauer   | 1.37.55 |
| 21     | Harald Bosio         | 1.38.23 |
| 22     | Jan Cífka            | 1.38.24 |
| 23     | Ole Zetterstrom      | 1.38.26 |
| 24     | Albert Secrétan      | 1.38.39 |
| 25     | Andrea Vuerich       | 1.38.42 |
| 26     | Gino Soldà           | 1.39.43 |
| 27     | Stanisław Marusarz   | 1.39.56 |
| 28     | Richard E. Parsons   | 1.40.08 |
| 29     | Harald Paumgarten    | 1.41.20 |
| 30     | Paul Mugnier         | 1.41.34 |
| 31     | Stanisław Skupień    | 1.41.20 |
| 32     | Zdzisław Motyka      | 1.41.58 |
| 33     | Rolf Monsen          | 1.42.36 |
| 34     | Severino Menardi     | 1.43.04 |
| 35     | Arthur Pangman       | 1.43.12 |
| 36     | Raymond Berthet      | 1.43.38 |
| 37     | Saburo Iwasaki       | 1.44.07 |
| 38     | William Clark        | 1.46.33 |
| 39     | John Taylor          | 1.48.11 |
| 40     | John Currie          | 1.49.03 |
| 41     | Gregor Höll          | 1.55.18 |
| 42     | Erling Andersen      | 1.58.13 |